# 2024年美国港口罢工
2024年美国港口罢工是2024年10月1日美國爆發的一场罷工，此次罷工由国际码头工人协会發起，該工會的47,000多名装卸工會員參與罷工，美國東岸和美國墨西哥灣沿岸地區的36个港口均受到此次罷工波及。港口工人與港口之間的合同到期後，由於港口工人不滿港口方開出的薪酬以及港口方推進的自動化改造，於是決定罷工。
由於码头工人暫時接受港口方提出的六年内加薪62%的要求，工人于2024年10月3日決定暂停罢工，並繼續與港口方谈判，港口工人和港口之間的合同将暫時延长至 2025年1月15日。 